# Fleuve Fraser
Pour les articles homonymes, voir Fraser.
Le fleuve Fraser (en anglais Fraser River, appelé communément en français « le Fraser ») est le plus grand fleuve de Colombie-Britannique (Canada). Long de 1 370 km, il prend sa source près du mont Robson   dans les montagnes Rocheuses pour se jeter â Vancouver dans les eaux côtières de l'Alaska du Sud-Est et de la Colombie-Britannique (détroit de Géorgie).

## Géographie

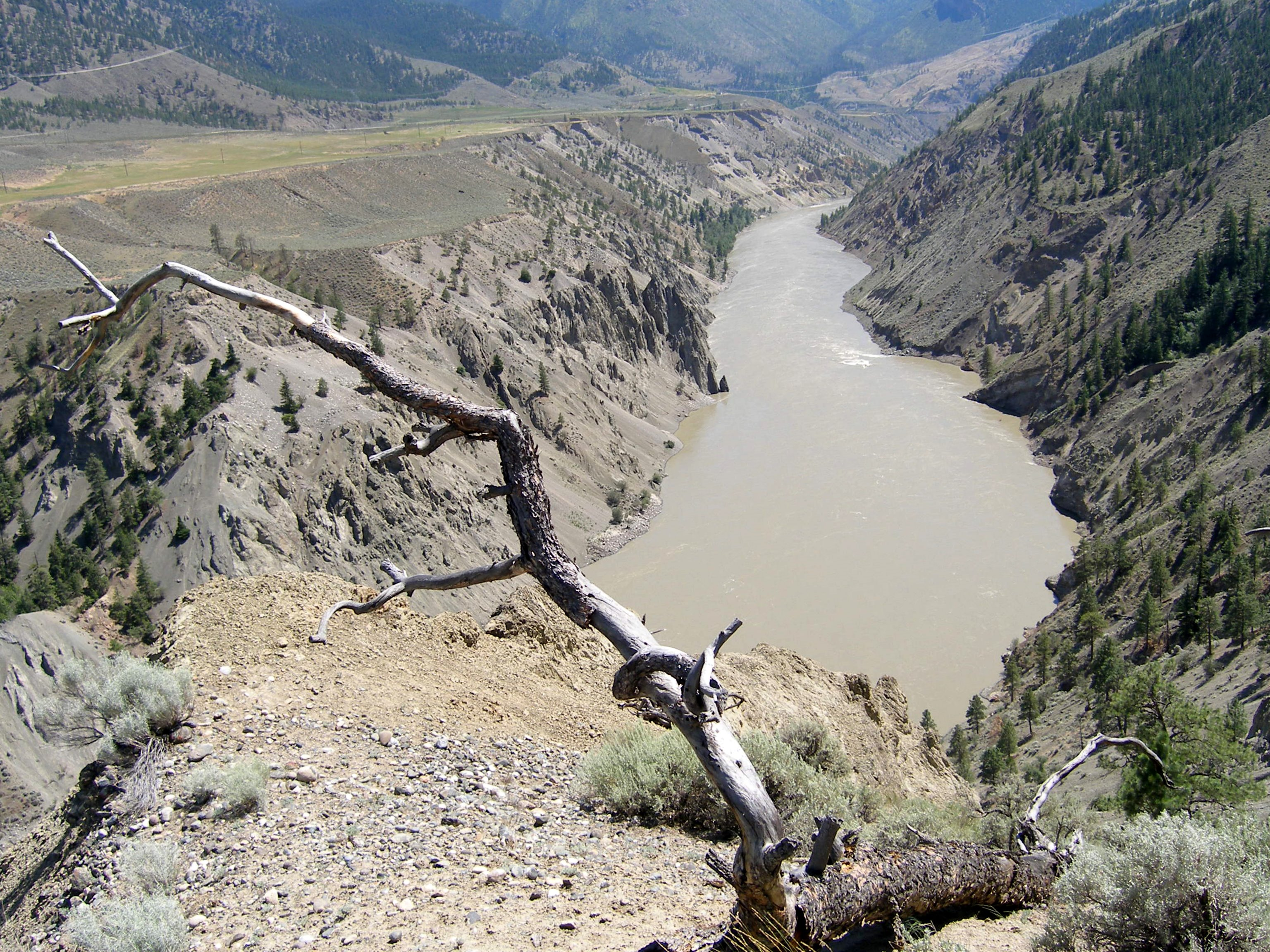
Le Fraser au nord de Lillooet.

Le fleuve Fraser coule dans le sud de la Colombie-Britannique. Il prend sa source dans le parc provincial du Mont-Robson, la plus haute montagne de la chaîne des Rocheuses canadiennes. Dans la première partie de son cours, il s'écoule vers le nord-ouest atteignant le 54e parallèle nord avant d'opérer un tournant brutal vers le sud. À hauteur de la ville de Prince George, il est rejoint par la  Nechako (Nechako River) puis continue vers le sud puis légèrement vers l'est jusqu'à environ 40 km au nord du 49e parallèle, parallèle qui marque la frontière avec les États-Unis. Il s'échappe ensuite des montagnes par un long canyon (le Fraser Canyon) d'environ 270 km de long. Le fleuve tourne alors vers l'ouest, s'écoulant dans une luxuriante et large vallée (la Fraser Valley), passe Chilliwack, Abbotsford, Mission et la banlieue est de Vancouver. Après 100 km environ, il forme un delta dans le détroit de Géorgie, passage séparant  le continent de l'île de Vancouver
Le bassin du Fraser a une superficie 220 000 km2 principalement en Colombie Britannique et une petite portion dans l'état voisin américain de Washington.
Les terres au sud de la ville de Vancouver, dont les villes de Richmond et de Delta se trouvent dans la plaine d'inondation du fleuve. Le delta comprend de nombreuses îles dont les principales sont Iona Island, Sea Island, Lulu Island et Annacis Island.
Le Fraser actuel s'est formé sur plusieurs millions d'années. Le fleuve est situé dans la région physiographique de la cordillère de l'ouest, principalement composée de roche sédimentaire très ancienne.

## Écologie

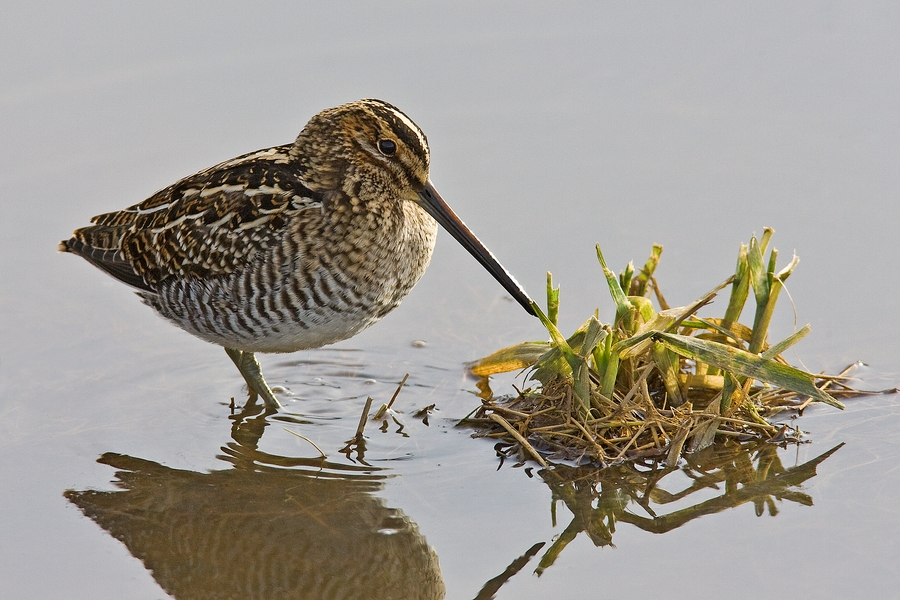
Une bécassine de Wilson à Richmond.

Étant donné sa longueur, le Fraser traverse plusieurs écosystèmes très distincts. Plus de 300 espèces d'oiseaux migrateurs font une halte dans le delta du Fraser.
Il traverse les vastes terres humides de la Colombie-Britannique, qui servent de lieu de nidification pour les oiseaux de rivage.
Ce fleuve contient une concentration de saumons plus élevée que n'importe quel autre cours d'eau au monde.

## Hydrologie
La rivière a un débit de 112 km3 par an et un débit interannuel ou module d'environ 2 700 m3/s . Le débit monte à environ 7 000 m3/s au printemps. Ce débit impressionnant est principalement dû à la fonte des neiges sur les hauteurs des Rocheuses. En hiver, le débit tombe à 850 m3/s. Le fleuve rejette environ 20 millions de tonnes de sédiments dans les eaux côtières de la Colombie-Britannique. C'est cette grande quantité de limon que contient le fleuve, qui lui donne son aspect laiteux.

## Histoire
Le 14 juin 1792, les navigateurs espagnols Dionisio Alcalá Galiano et Cayetano Valdés entrèrent et mouillèrent dans le bras nord du Fraser, devenant les premiers explorateurs a y rentrer.
Le fleuve fut ensuite exploré pour la première fois en 1793, par Alexander Mackenzie. Il porte maintenant le nom de Simon Fraser, un marchand de fourrures qui explora la totalité du fleuve en 1808. Simon Fraser écrit la phrase suivante sur son expérience lors de l'exploration du fleuve : The struggle which the men on this trial experienced between the whirlpools and rocks almost exhausted their strength; the canoes were in perpetual danger of sinking or being broken to pieces. (« La lutte énergique que les hommes ont dû livrer durant cette épreuve pour contourner remous et rochers a presque épuisé leurs forces, les canots menaçant sans cesse de sombrer ou de se fracasser. »).

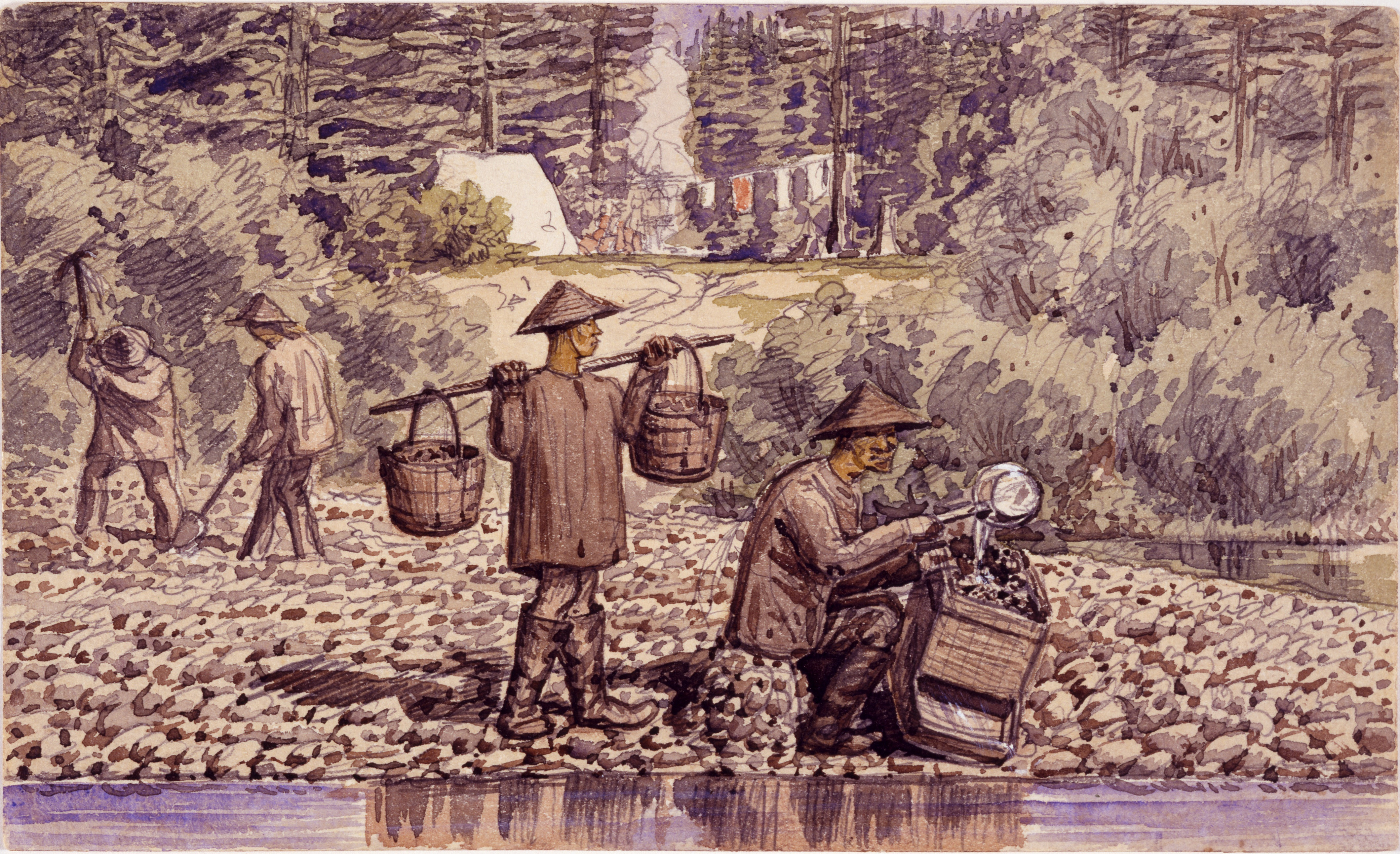
Orpailleurs chinois sur le fleuve Fraser, vers 1864.

L'histoire de la Colombie-Britannique est très liée au Fraser, en partie car le fleuve fut une voie de communication essentielle entre l'intérieur et la côte, surtout après la perte des territoires au sud du 49e parallèle avec le Traité de l'Oregon de 1846. Le fleuve et ses abords furent les premiers lieux connus de peuplement amérindiens (Stó:lō, St'at'imc and Nlaka'pamux), la route pour d'innombrables prospecteurs durant la ruée vers l'or et la principale voie de circulation lors des débuts du commerce et de l'industrialisation de la région.
Le Fraser compte de nombreux rapides et canyons, autrefois maudits par les navigateurs, mais qui sont aujourd'hui des sites appréciés par les sports en eaux vives.
Depuis 1998, le fleuve Fraser fait maintenant partie du Réseau des rivières du patrimoine canadien.

## Économie
Le fleuve est un vecteur économique important de la région. Dans sa partie basse, ses rives sont de riches terres agricoles et son eau est largement utilisée par les usines de pâte à papier. Le Fraser ne compte aucun barrage, au contraire de son homologue et voisine américaine, Columbia River,  mais on en trouve sur certains de ses affluents pour fournir de l'électricité hydraulique

## Principaux affluents

Fountain, à 15 km en amont de Lillooet.

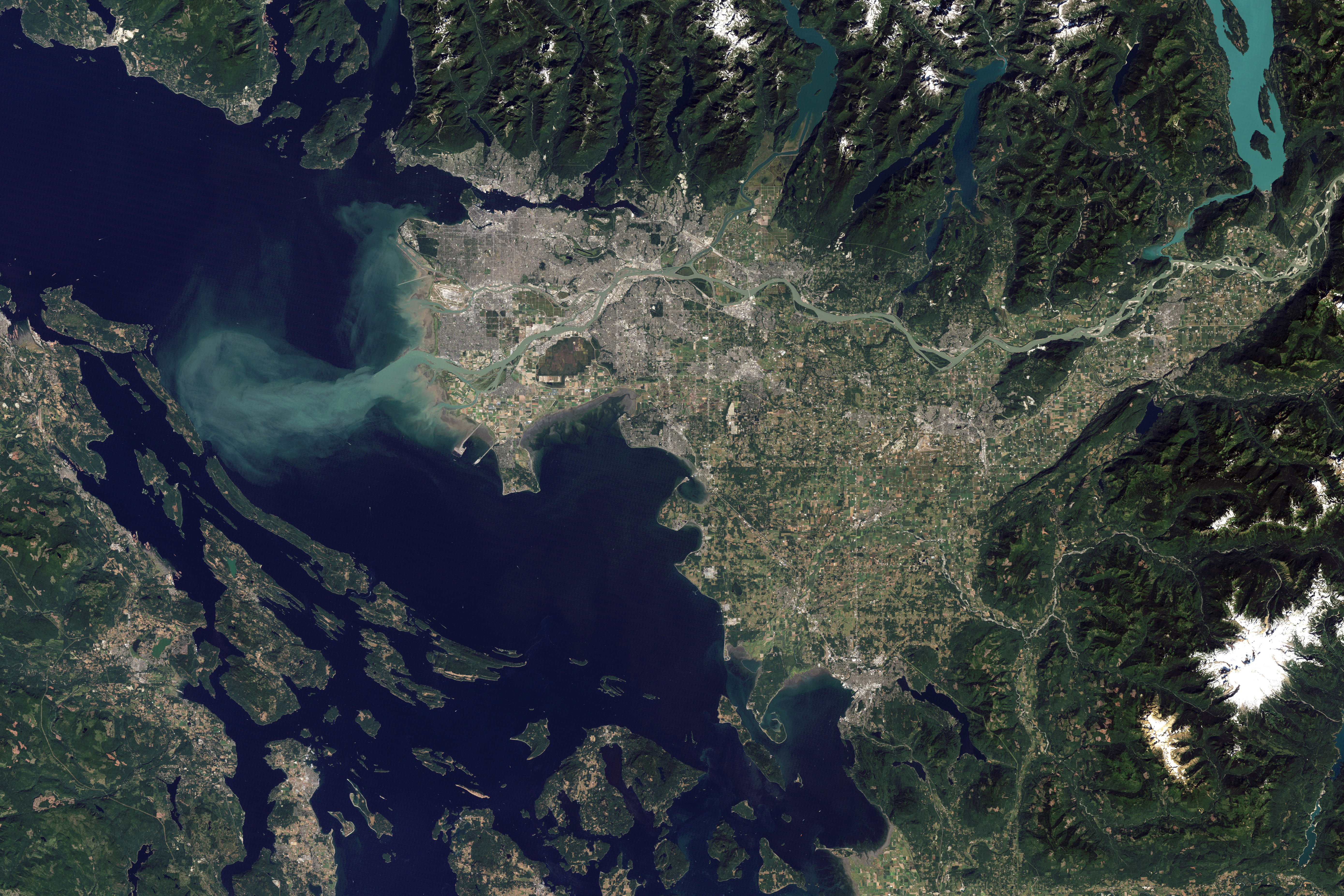
Photo satellite de Fraser Lowland, les dépôts de sédiments du fleuve Fraser sont nettement visibles.

- McGregor River
- Nechako River
- Quesnel River
- West Road River
- Chilcotin River
- Bridge River
- Thompson River
- Nahatlatch River
- Anderson River
- Coquihalla River
- Harrison River
- Chilliwack River
- Stave River
- Pitt River

## Dans la culture
Au cinéma
Dans la saga Twilight, Chapitre 5, révélation seconde partie, Bella et Edouard  Cullen offrent à Charlie et Sue une semaine de vacance sur le fleuve Fraser pour y pêcher. Leur plan étant d'éloigner Charlie de la bataille qui va avoir lieu contre les Volturis.